# 泰森 (小說角色)
泰森（Tyson）是奇幻小說《波西傑克森》系列的人物，由美國作家雷克·萊爾頓（Rick Riordan）所創。泰森是名獨眼巨人，父親是海神波塞頓，兄長是系列主角波西·傑克森。

## 故事中的經歷

### 妖魔之海
泰森，一名獨眼巨人，在梅利威瑟中學中學是波西的好朋友。在一次躲避球比賽被波西看見他的真面目，其後便和波西、安娜貝斯一起進行尋找金羊毛任務。

### 迷宮戰場
泰森因為在海底的兵工廠被主管准許放假，到混血營來探望波西。

### 終極天神
泰森待在波塞頓的海底宮殿中負責製造武器(不過他似乎對這件事不太高興)，後來因為負責領導獨眼巨人們打敗泰風成為獨眼巨人軍隊的將軍。據波塞頓所說，泰森在每次打仗時，都會喊出「花生醬！」的口號。

## 特殊能力
- 力量無比強大。
- 與魚馬非常好相處（參見:妖魔之海）。
- 不死身、不能被火燒傷（所有獨眼巨人是免疫火）。
- 聽覺和嗅覺能力異常靈敏（可以嗅出怪物）。
- 可以與波西在水中溝通。
- 可以監聽並且模仿他人的聲音（安娜貝斯一開始討厭他的原因）。